# Ópera de Astaná
La Ópera de Astaná (en kazajo y ruso: Астана опера, transl.: Astana Opera) es una sala de ópera localizada en Astaná, Kazajistán inaugurada en 2010.

## Historia y diseño
El diseño arquitectónico fue seleccionado por decreto del primer ministro Nursultan Nazarbayev y las obras empezaron en julio de 2010 bajo la dirección de la constructora Mabetex Group. Fue construido sobre 9 ha. de terreno. 
El edificio fue inaugurado en 2013 con la representación de la pieza kazaja: Birzhan y Sara.

## Descripción
La ópera la forman dos salas:
- Sala Principal (aforo de 1.250 espectadores) para programaciones operísticas y de ballet. Su orquesta está compuesta por más de 120 músicos.
- Cámara (aforo de 250 espectadores) para conciertos de cámara.[4]

Es la segunda ópera construida de la capital kazaja después del Palacio de la Paz y la Reconciliación (construida en 2006 con un aforo de 1.500 asientos) y está considerada como la tercera más grande del mundo.
Una de sus características son los candelabros de araña de 13 metros de altura y 1,6 toneladas de peso. El edificio tiene servicio de restaurante, útil para los músicos durante los ensayos.
El estilo de la ópera está inspirado en los teatros italianos del siglo XIX e incluye elementos culturales nacionales como frescos de Charyn o de Burabay.

## Repertorio
La ópera organiza conciertos de ópera, orquesta y ballet. La mayor parte de sus obras son ópera clásica. El repertorio está compuesto principalmente de piezas clásicas como La traviata, Tosca y El Cascanueces y otras obras nacionales como Abaí.
La orquesta está compuesta en un 90% por músicos jóvenes. En 2014 realizaron giras por Nueva York, Toronto y París.